# Quinta del Sordo

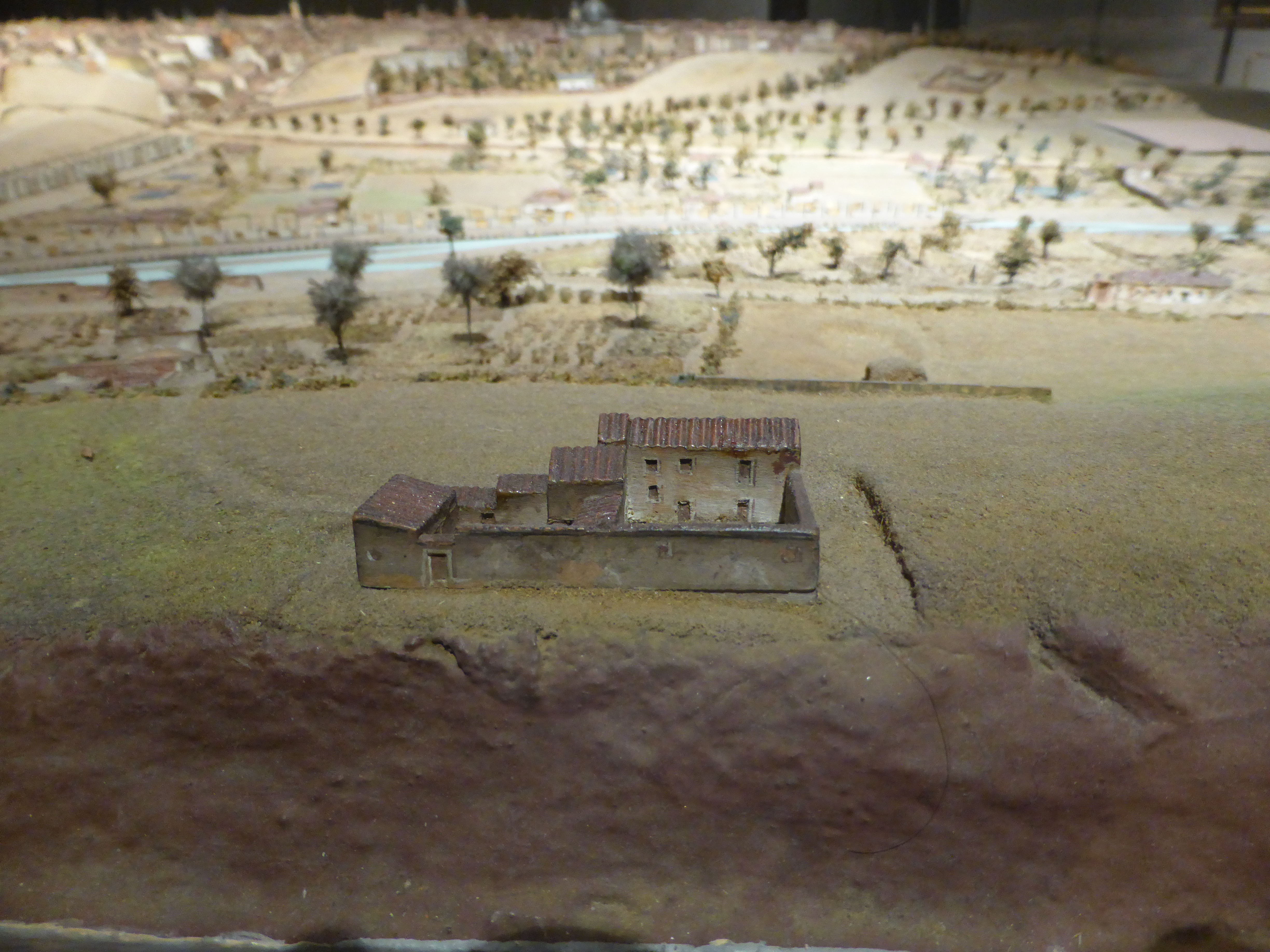
Casa de la Quinta de Goya, desde atrás. Maqueta de Madrid de León Gil de Palacio, empezada en 1828.

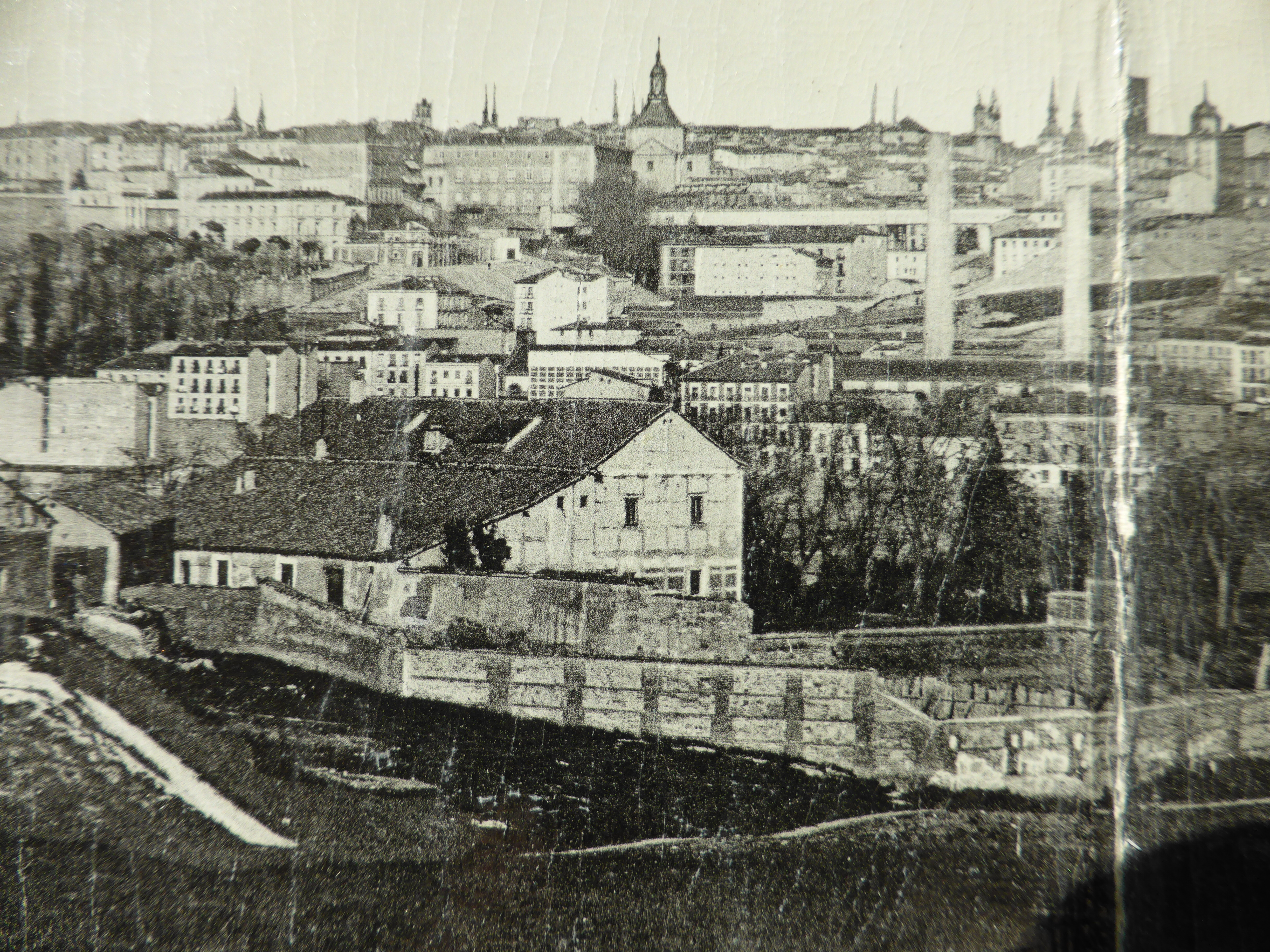
Detalle de una tarjeta postal impresa hacia el año 1907. Palacete de los sucesores de Goya, desde atrás.

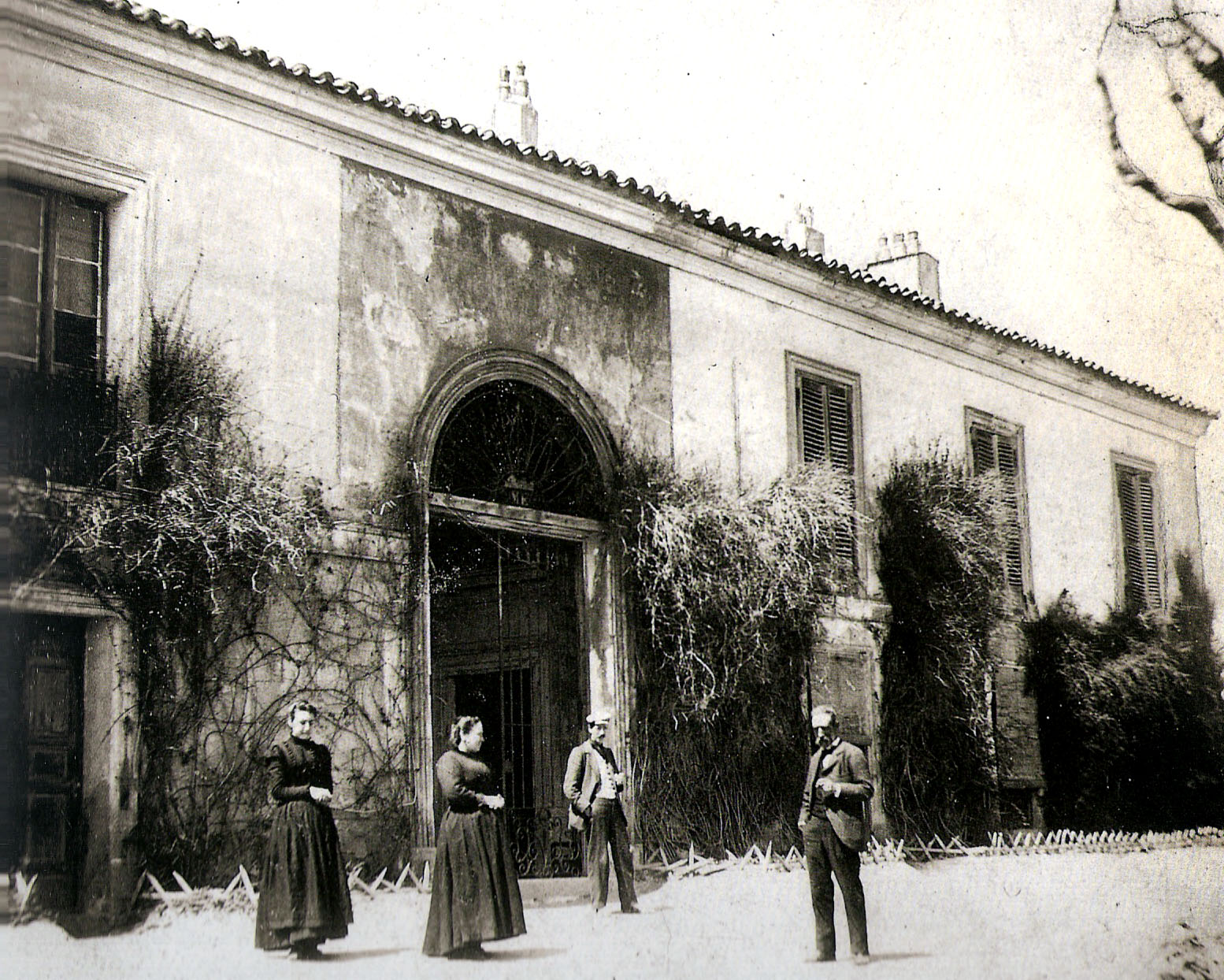
Vista del palacete que construyeron los herederos. Aspecto de la transformada Quinta de Goya, hacia 1900. (Fotografía de Asenjo, publicada en la revista La Ilustración Española y Americana, el 15 de julio de 1909).

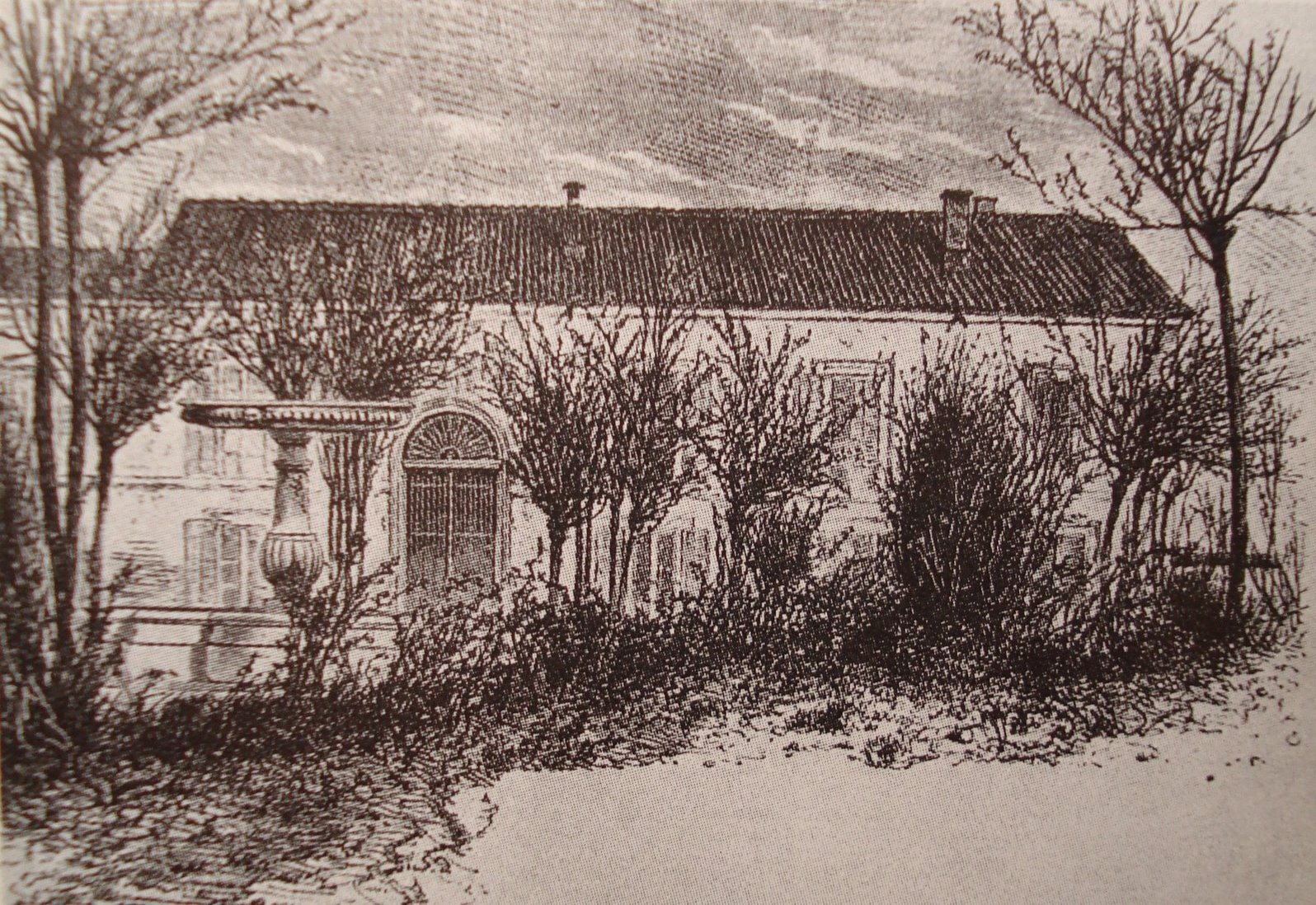
Grabado publicado en el libro Goya, de Charles Yriarte, editado en París en 1867, página 91, capítulo sobre la casa de Goya (La maison de Goya). Este palacete era de la época de sus descendientes.

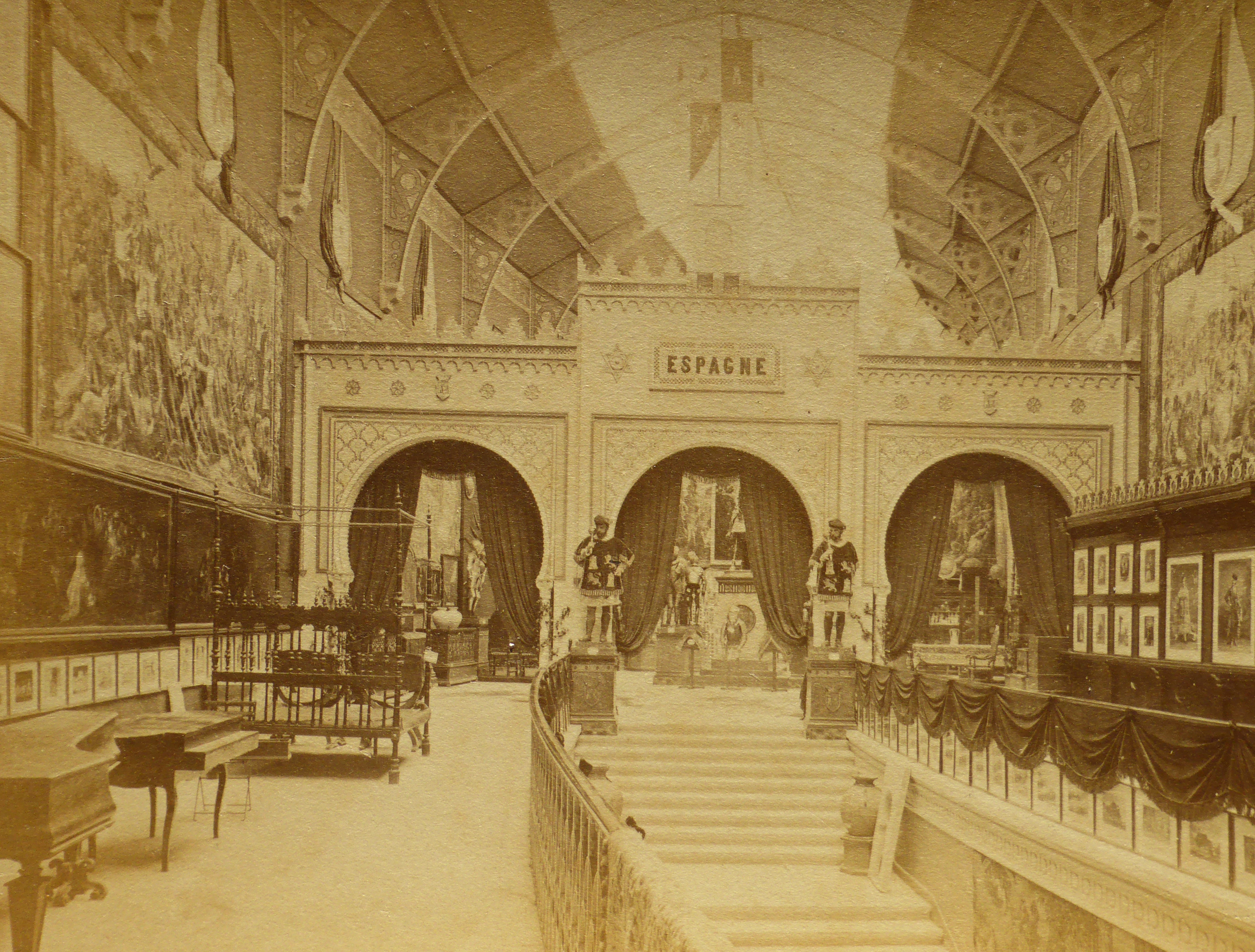
Exposición Universal de París (1878). A la izquierda vemos la pintura El aquelarre, que en 1875 se arrancó de los muros de la casa de la Quinta del Sordo.

La Quinta del Sordo, Quinta de Goya o Huerta de Goya, era el nombre de una extensa finca y casa de campo situada en una colina del antiguo término municipal de  Carabanchel Bajo, a las afueras de Madrid, en la que vivió Francisco de Goya durante sus últimos años en España, antes de su exilio, y en la que se hallaban las Pinturas negras. En contra de la creencia popular, el nombre de la finca no se debía a la sordera del pintor, sino a la de un anterior propietario. Parte de la casa fue demolida en el verano de 1909, pero anteriormente, hacia 1876, se derribó el ala de las Pinturas negras, tras su arranque de los muros.

## Relación de Goya con la finca
Goya adquirió esta villa el 27 de febrero de 1819, a un anterior propietario, Pedro Marcelino Blanco, que era sordo. En el inmueble residió hasta unos meses antes de su partida hacia el exilio de Burdeos en mayo de 1824, tras poner las escrituras de la finca a nombre de su nieto y buscar refugio en casa del canónigo José Duaso y Latre, al que en agradecimiento dedicó un retrato en marzo de ese año (Museo de Bellas Artes de Sevilla). En los breves periodos en los que volvió a Madrid se alojó en ella, que permanecía a cargo de su nieto Mariano. Hay varias explicaciones plausibles para la compra de la finca por parte del pintor, como son su ideología liberal, que le haría desear vivir alejado de la corte absolutista de Fernando VII, o el hecho de convivir discretamente con Leocadia Zorrilla de Weiss (esposa de Isidoro Weiss), madre de Rosario Weiss, de quienes se decía que eran amante e hija del pintor respectivamente, si bien oficialmente eran su ama de llaves y su ahijada o protegida. Tras la caída en 1823 de Riego y la reinstauración del Antiguo Régimen, Goya, sabedor de su pública condición de liberal, huye de la represión en 1824 obteniendo el salvoconducto con la excusa de tomar unos baños terapéuticos en Plombières, de donde pasará a Burdeos, falleciendo allí cuatro años más tarde.

## Descripción

Una de las hipótesis de la ubicación original de las Pinturas negras en la Quinta del Sordo.

Detalle de plano de Madrid de Facundo Cañada, en 1900-1901, con la situación de la Quinta de Goya, o Quinta del Sordo, cerca del puente de Segovia.

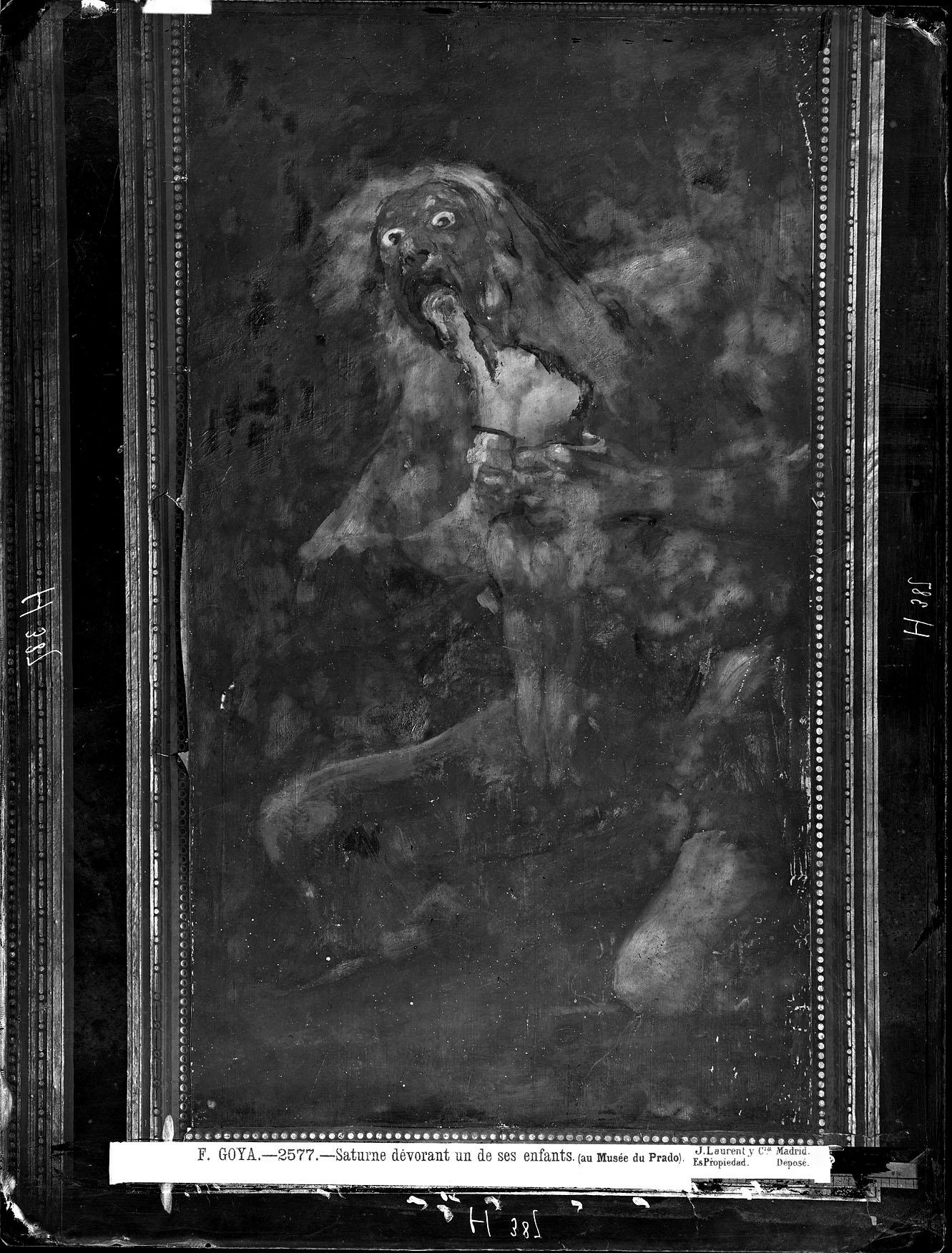
Saturno en la Quinta de Goya, en 1874 Fotografía de J. Laurent. Esta pintura estaba rodeada por un marco de papel. El negativo original se conserva en la Fototeca del IPCE.

Esta casa estaba situada en los terrenos hoy delimitados por las calles Doña Mencía, Baena, Caramuel y Juan Tornero, en el distrito de Latina de Madrid, en la margen derecha del río Manzanares, y a unos 300 metros del puente de Segovia, en el arranque del camino a la ermita de San Isidro. Este lugar era a principios del siglo XIX un paraje natural de huertas y casas de campo aisladas. Las descripciones que han llegado a nuestros días son de décadas posteriores a la muerte del artista, y dan a conocer un caserón de planta rectangular, con dos plantas. En los alrededores de la construcción habría zonas ajardinadas, huertos y terrazas de grava o arenilla.
La casa, que era de humilde factura y no muy buena calidad de construcción, debe su fama a la serie de las Pinturas negras realizadas con óleo al secco sobre el yeso de las paredes. En fotografías de 1874, vemos que estas pinturas tenían pegados unos marcos de papel, estando el resto del paramento decorado con papel pintado con motivos florales y vegetales en la planta inferior, y geométricos diagonales en la superior. De todo el edificio, sólo del ala decorada con las Pinturas negras se recogieron descripciones bastante minuciosas, aunque contradictorias, mostrando dos grandes salas, una por planta. 
En la planta baja, tendría la puerta en una de las paredes cortas, que daría al zaguán principal de la casa y en el que se situaba la amplia escalera. En los muros largos habría supuestamente dos ventanas en los extremos, y en el muro corto opuesto a la puerta, una única ventana. La planta superior, de idénticas dimensiones, tendría la puerta en la misma ubicación que la sala inferior, siendo la distribución idéntica con la salvedad de presentar una única ventana centrada en cada muro largo. 
El primer inventario de las pinturas se atribuye a Antonio de Brugada, pintor y amigo personal del maestro, hacia 1828, poco después de la muerte de este, dando cuenta de ocho pinturas en la sala superior (de las que se conservan identificadas siete) y siete en la inferior (todas ellas conservadas e identificadas).
En 1859, Mariano Goya, nieto del maestro, vende la propiedad. A partir de 1873, el barón de Erlanger, aristócrata y banquero francés, es dueño de la finca titulada "Quinta de Goya". En 1874, Émile d'Erlanger, encarga el traslado a lienzo de las pinturas murales de Goya. Convertidas en cuadros, se mostraron en el Palacio del Trocadero en la Exposición Universal de París de 1878. Y acaba donando toda la serie al Museo del Prado, en 1881. 
Laurent, en 1874, fotografió las 14 pinturas murales entonces existentes en la Quinta de Goya, antes de su traslado a lienzo. Los negativos de vidrio originales, del gigantesco formato 27 x 36 centímetros, se conservan en el Archivo fotográfico Ruiz Vernacci. En estas fotografías se constata el estado de deterioro de las pinturas en el muro, con grandes grietas, arrastres de color, repintes, y faltas rellenadas con yeso. Además vemos que las pinturas fueron enmarcadas con marcos de papel, y las dos salas estaban completamente empapeladas. Entre 1874 y 1876 se arrancan las pinturas; trabajo que lleva a cabo el pintor y restaurador Salvador Martínez Cubells a instancias de Erlanger.
No obstante, para entonces una de las 15 pinturas ya ha desaparecido. De este hecho ya en fecha tan temprana como 1867, cuando Charles Yriarte da noticias, citando la desaparición de una pintura que ha sido arrancada de la pared en la planta alta, a la derecha de la puerta. Se extrajo mucho antes de adquirir la propiedad Erlanger, pudiendo ser trasladada al palacio de Vista Alegre, cuando era propiedad de María Cristina de Borbón-Dos Sicilias. Algunos expertos afirman que, por sus medidas y su tema, podría ser Cabezas en un paisaje, actualmente en la colección privada de Stanley Moss en Nueva York; pero otros especialistas consideran que la pintura original se destruyó.
En parte de los terrenos de la finca se construyó en 1884 la estación de Goya, hecho por el cual recibió su nombre. Daba servicio a una línea de vía estrecha que unía Madrid con el municipio toledano de Almorox; estación que cerró y fue demolida en 1970. 
La transformada vivienda del pintor permaneció abandonada durante largo tiempo, lo que acrecentó su deterioro, hasta que fue demolida por la piqueta en 1909, por estar denunciada como ruinosa. En realidad, en ese año solamente se demolió la primera crujía, correspondiente a la fachada principal del palacete de los sucesores de Goya. Mucho antes, hacia 1876, se derribó el ala izquierda, donde estuvieron las Pinturas negras. Y es que al arrancar las pinturas hubo que perforar las paredes de adobe, arruinando las salas.
En 2016 se ha planteado la posibilidad de realizar una prospección con georradar, y posterior excavación arqueológica, en la zona donde estuvo la Quinta de Goya.

## Controversia sobre lasPinturas negras

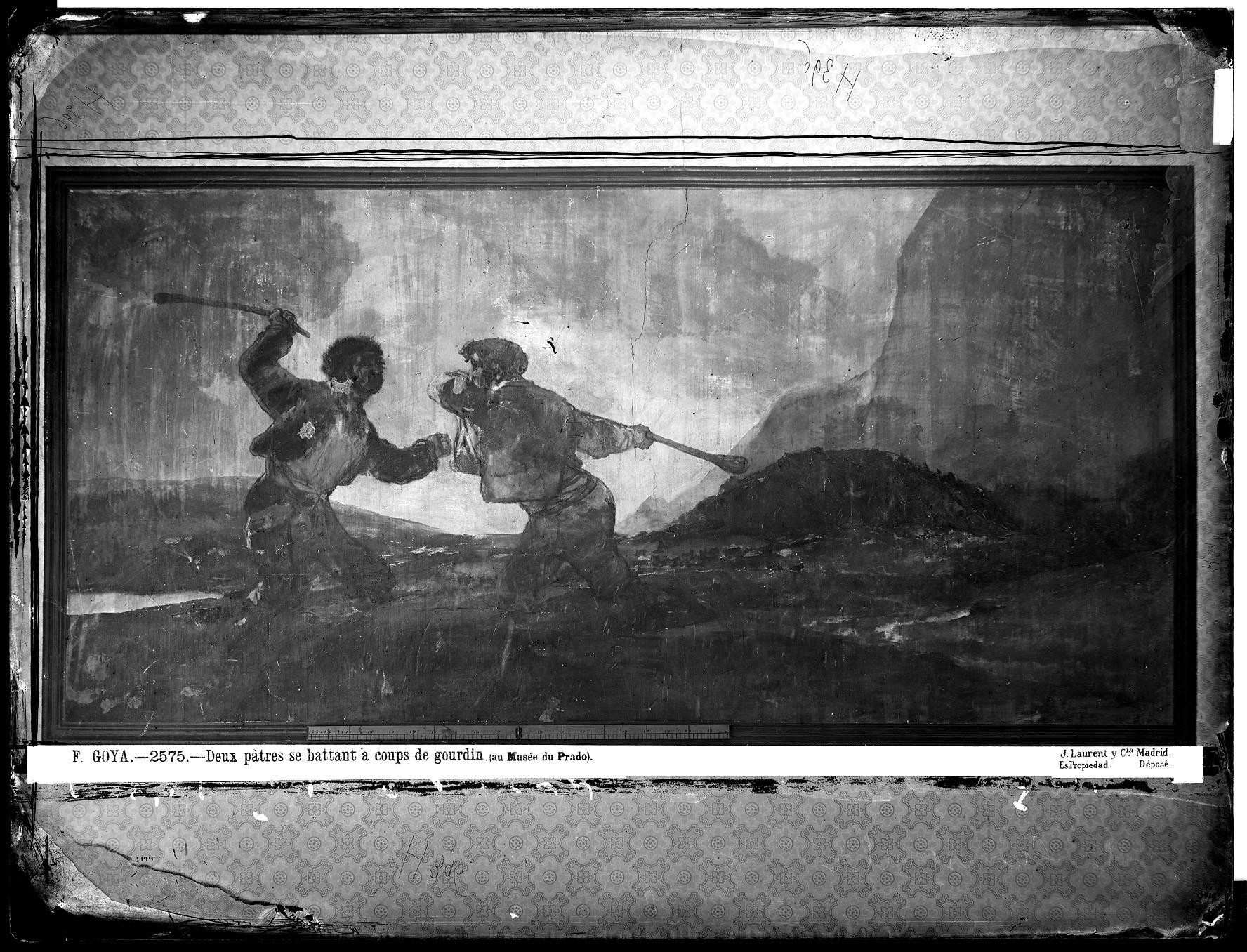
Pintura mural Duelo a garrotazos, cuando estaba en la antigua casa de Goya, según fotografía de J. Laurent en el año 1874. Ampliando la imagen se distingue que una gran grieta vertical atravesaba la pintura y el papel pintado del muro. El rótulo indicando «Museo del Prado» se añadió al negativo hacia 1890.Fototeca del IPCE.

En 2003, el profesor de historia del arte Juan José Junquera puso en duda, en un artículo de la revista Descubrir el Arte, número 51, la autoría de Goya sobre las Pinturas negras. Afirmaba que la primera noticia de las Pinturas negras es de 40 años después de su muerte. Además interpretaba que la casa de la Quinta del Sordo tenía solamente una planta baja, cuando el pintor vivía en ella. Según Junquera, las Pinturas negras habrían sido obra de Javier Goya, hijo del maestro y posible pintor de profesión (del que no se conoce ninguna pintura).
Esta hipótesis no se ha confirmado. Las teorías del profesor Junquera fueron completamente rebatidas en 2004, punto por punto, por el investigador británico Nigel Glendinning, uno de los más reconocidos especialistas en la obra de Goya.